# Khalil Mack
Khalil Mack (Fort Pierce, 22 febbraio 1991) è un giocatore di football americano statunitense che gioca nel ruolo di linebacker per i Los Angeles Chargers della National Football League (NFL). Fu scelto come quinto assoluto nel Draft NFL 2014 dagli Oakland Raiders. Al college ha giocato all'Università di Buffalo.

## Carriera universitaria
Dopo aver giocato a football per la Fort Pierce Westwood High School, ai tempi della quale fu inserito nel Third-team All-State della Florida dopo un'ottima stagione da senior che lo vide mettere a segno 140 tackle (di cui 8 con perdita di yard) e 9 sack, Mack ricevette solo due stelle dal celebre sito di scouting Rivals.com, tanto che l'unica università a farsi avanti con una borsa di studio per assicurarsi le sue prestazioni fu l'Università di Buffalo.

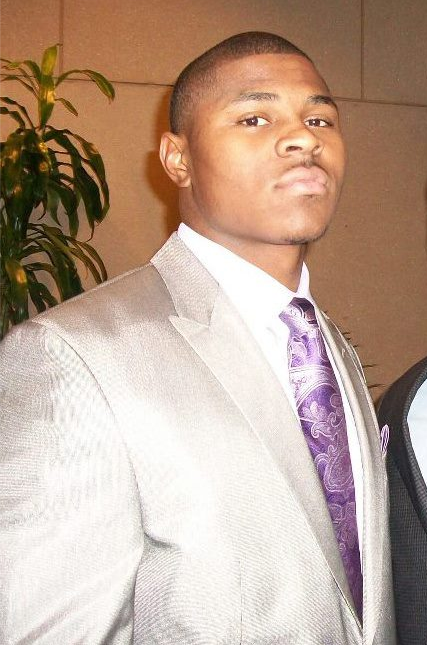
Mack ai tempi del college

Trascorso il primo anno come redshirt (poteva allenarsi ma non disputare incontri ufficiali), Mack si dimostrò già nel suo primo anno effettivo di carriera collegiale come uno dei più temibili linebacker della Mid-American Conference (MAC), mettendo a referto numeri di rilievo per un debuttante: 68 tackle, di cui 14,5 con perdita di yard (record per un difensore al primo anno), 4,5 sack (miglior risultato stagionale per un difensore dei Bulls) e 10 passaggi deviati (miglior risultato stagionale nella MAC e 4º miglior risultato stagionale in NCAA) in 12 gare. A fine stagione fu inserito dal Phil Steele nel Third team All-MAC.
L'anno seguente, nonostante fosse divenuto oggetto principale delle offensive line avversarie, Mack rimase uno dei difensori più dominanti dell'intero panorama collegiale, guidando Buffalo in sack (5,5), tackle con perdita di yard (20,5, terzo a livello nazionale) e fumble forzati (5, ottavo a livello nazionale), venendo inserito nella formazione ideale della MAC.
Nel 2012, pur saltando la prima gara della stagione, Mack fece registrare i propri primati personali in carriera alla voce tackle (94), tackle con perdita di yard (21, miglior risultato nella MAC e 4º nella NCAA) e sack (8), oltre a mettere a referto 2 passaggi deviati e 4 fumble forzati (miglior risultato MAC e 2º in NCAA). Al termine della stagione fu per la seconda volta consecutiva inserito nel First-team All-MAC.
Nel 2013, ultimo suo anno al college, Mack chiuse la stagione regolare mettendo ancora una volta a referto statistiche di rilievo che lo confermarono come il difensore più dominante della Mid-American Conference e più in generale della NCAA: 100 tackle, di cui 19 con perdita di yard (per il secondo anno consecutivo miglior risultato nella MAC oltre che 7º in NCAA), 10,5 sack (miglior risultato nella MAC ed 8º in NCAA), 5 fumble forzati (per il secondo anno consecutivo miglior risultato nella MAC oltre che 5º in NCAA), 2 intercetti ritornati in touchdown (miglior risultato nella MAC e 2º in NCAA) per 125 yard totali (miglior risultato nella MAC e 10º in NCAA). A fronte di questi numeri, gli addetti ai lavori premiarono Mack con numerosi riconoscimenti: fu inserito per il terzo anno consecutivo nel First-team All-MAC e per la prima volta in carriera nel Second-team All-American da parte dell'Associated Press, fu eletto Difensore dell'anno della MAC e vinse il Jack Lambert Award, che premia miglior linebacker a livello collegiale. Chiuse così la sua carriera universitaria stabilendo i nuovi record di Buffalo per sack in carriera (28,5), tackle con perdita di yard in carriera (75) e fumble forzati in carriera (16), questi ultimi due tra l'altro anche nuovi primati NCAA.
Premi e riconoscimenti
- Jack Lambert Award (2013)
- Difensore dell'anno della MAC (2013)
- Second-team All-American (2013)
- First-team All-MAC (2011, 2012, 2013)
- Third-team All-MAC (2010)

## Carriera professionistica

### Oakland Raiders
Durante il corso del 2013, Mack fu costantemente inserito tra i migliori prospetti eleggibili nel Draft NFL 2014, venendo pronosticato per una chiamata al primo giro. L'8 maggio fu scelto come quinto assoluto dagli Oakland Raiders, il giocatore dell'Università di Buffalo selezionato più in alto nella storia. Una settimana dopo firmò un contratto quadriennale con la franchigia. Nella prima partita come professionista, nella settimana 1 contro i Jets, Mack partì come titolare e mise a segno 6 tackle. Il primo sack in carriera lo fece registrare nell'undicesimo turno su Philip Rivers dei San Diego Chargers. La sua prima stagione si concluse con 75 tackle, 4 sack (secondo nei Raiders dietro i 5 di Justin Tuck) e un fumble forzato, disputando tutte le 16 partite come titolare e venendo inserito nella formazione ideale dei rookie dalla Pro Football Writers Association.

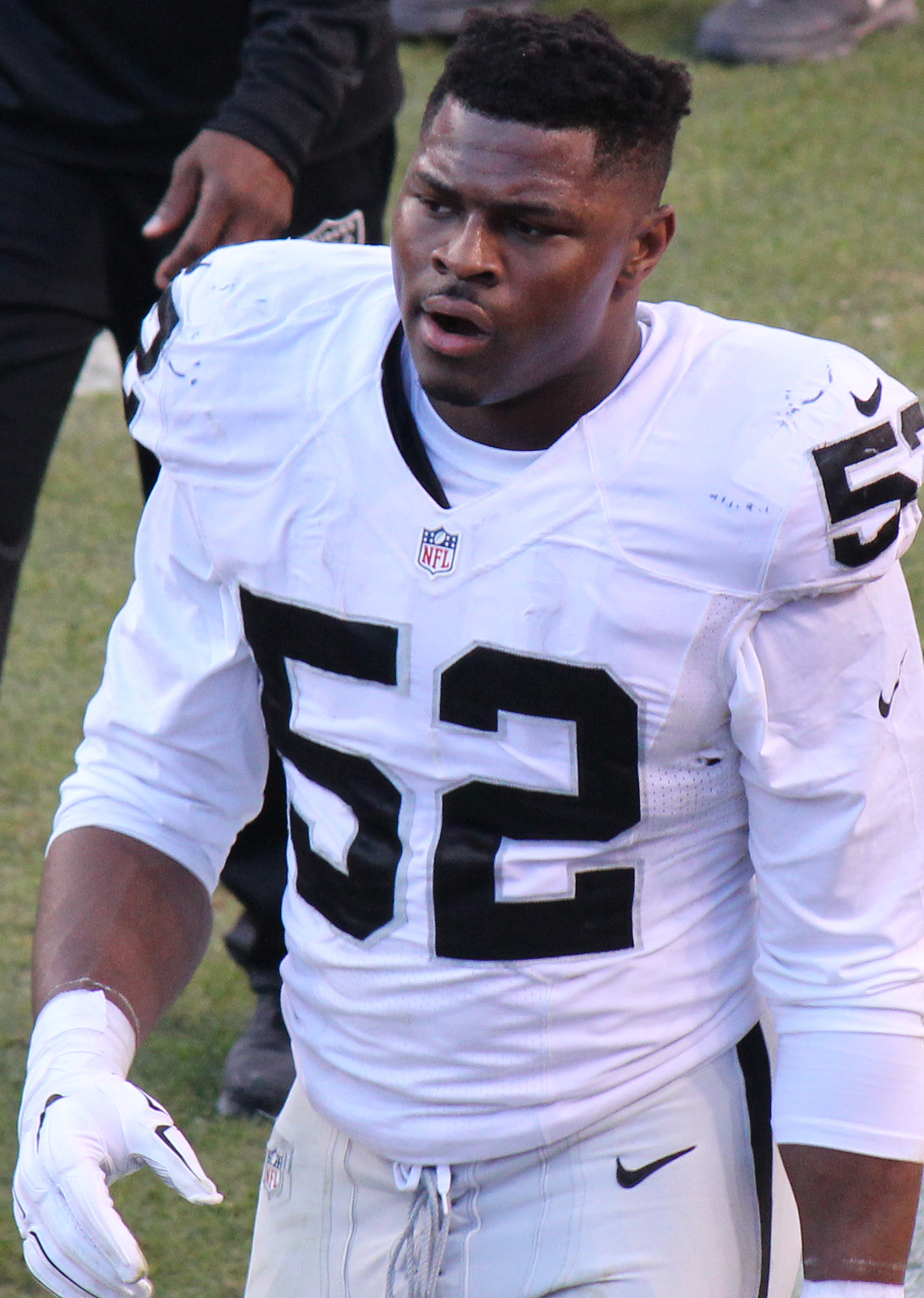
Mack nel 2015

I primi due sack della sua seconda stagione, Mack li mise a segno nella settimana 3 vinta contro i Browns, gara in cui forzò anche un fumble. Altri due li fece registrare nel dodicesimo turno su Marcus Mariota dei Titans. Nella settimana 14, Mack pareggiò il record di franchigia dell'Hall of Famer Howie Long con cinque sack su Brock Osweiler dei Denver Broncos. Uno di quei sack fu messo a segno nella end zone avversaria, dando luogo ad una safety. Giunse così a quota 14 in stagione, superando J.J. Watt in testa alla classifica parziale di specialità. Per quella prova fu premiato come miglior difensore della AFC della settimana. A fine stagione, Mack fu convocato per il primo Pro Bowl in carriera e fu il primo giocatore della storia ad essere inserito nel First-team All-Pro in due ruoli, defensive end e outside linebacker, dopo essersi classificato secondo nella NFL con 15 sack.
Dopo avere fatto registrare solamente due sack nelle prime cinque gare della stagione 2016, Mack ne mise a segno 8 nelle successive sei gare. Per due volte fu remiato come difensore della AFC della settimana: nel nono turno dopo due sack e un fumble forzato contro Denver e nel dodicesimo turno dopo avere intercettato un passaggio di Cam Newton dei Carolina Panthers ritornandolo in touchdown, oltre a fare registrare un sack e un fumble forzato. Alla fine di novembre fu premiato come difensore del mese della AFC in cui totalizzò quattro sack, due fumble forzati e un intercetto, con i Raiders che vinsero tutte e tre le loro partite. A fine stagione fu convocato per il secondo Pro Bowl in carriera e inserito nel First-team All-Pro dopo avere messo a segno 73 tackle, 11 sack e 5 fumble forzati. Il 4 febbraio 2017, Mack fu premiato come difensore dell'anno precedendo di un solo voto Von Miller.
Nel 2017, l'ultima stagione a Oakland, Mack fu convocato per il suo terzo Pro Bowl dopo avere messo a segno 78 tackle e 10,5 sack.

### Chicago Bears

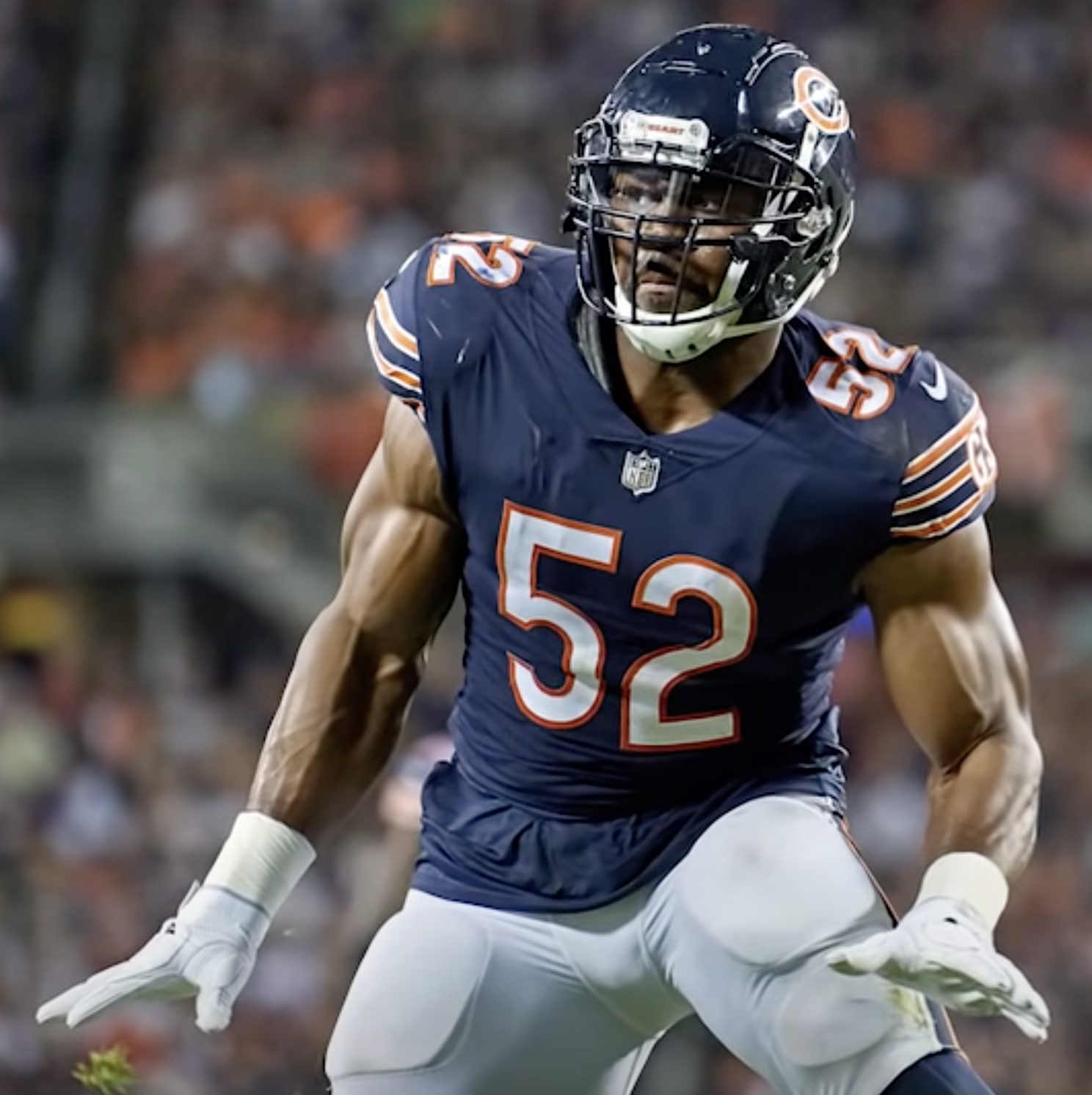
Mack nel 2018 contro i Seattle Seahawks

Il 1º settembre 2018, dopo una disputa contrattuale protrattasi l'intera pre-stagione in cui il giocatore scioperò, i Raiders scambiarono Mack e una scelta del secondo giro del draft con i Chicago Bears per le loro scelte del primo giro del 2019 e del 2020, oltre che future scelte del sesto e del terzo giro. Poche ore dopo, Mack firmò un contratto di sei anni del valore di 141 milioni di dollari che lo rese il difensore più pagato della storia della NFL. Nella prima partita con la nuova maglia ebbe un impatto immediato, facendo registrare un sack, un intercetto ritornato in touchdown, un fumble forzato e uno recuperato. Alla fine di settembre fu premiato come miglior difensore della NFC del mese, durante il quale mise a segno 5 sack e in ogni partita fece sempre registrare almeno un sack e un fumble forzato. Nell'ottavo turno, Mack fu inattivo per la prima gara in carriera a causa di un infortunio. A fine stagione fu convocato per il suo quarto Pro Bowl ed inserito nel First-team All-Pro dopo avere fatto registrare 12,5 sack (il massimo per un giocatore dei Bears da Richard Dent nel 1993) ed essersi classificato secondo nella NFL con 6 fumble forzati.
Nel secondo turno della stagione 2019 Mack mise a segno due sack e forzò due fumble nella vittoria esterna sui Washington Redskins. A fine stagione fu convocato per il suo quinto Pro Bowl dopo avere fatto registrare 8,5 sack ed essersi classificato quarto nella NFL con 5 fumble forzati.
Nel 2020 Mack fu convocato per il suo sesto Pro Bowl (non disputato a causa della pandemia di COVID-19) e inserito nel Second-team All-Pro dopo avere fatto registrare 9 sack e 3 fumble forzati.
Nel 2021 Mack disputò sette partite prima di sottoporsi a un intercetto chirurgico al piede che pose fine alla sua stagione. Fu inserito in lista infortunati il 19 novembre 2021.

### Los Angeles Chargers
Il 10 marzo 2022 Mack passò ai Los Angeles Chargers in cambio di una scelta al secondo giro del Draft 2022 ed una scelta al sesto giro del 2023. Nella prima partita con la nuova maglia mise a segno 3 sack e un fumble forzato nella vittoria sui suoi ex Raiders. A fine stagione fu convocato per il suo settimo Pro Bowl dopo 8 sack e 2 fumble forzati.
Nel quarto turno della stagione 2023, Mack divenne il sesto giocatore dal 1982, quando i sack divennero una statistica ufficiale, a metterne a segno sei in una partita, ai danni del rookie Aidan O'Connell nella vittoria sui Raiders. Per questa prestazione fu premiato come miglior difensore della AFC della settimana. A novembre Mack mise a segno 6 sack e forzò due fumble, venendo premiato come miglior difensore della AFC del mese. Nel tredicesimo turno con due sack nella vittoria sui New England Patriots, disputò la quarta gara nelle ultime cinque con più di un sack. A fine stagione fu convocato per il suo ottavo Pro Bowl dopo essersi classificato quarto nella NFL con un nuovo primato personale di 17 sack e terzo con 5 fumble forzati. Divenne così il 19º giocatore della storia (da quando i sack divennero una statistica ufficiale nel 1982) a raggiungere quota cento nelle prime dieci stagioni in carriera.
Nel 2024 Mack fu convocato per il suo nono Pro Bowl dopo avere fatto registrare 39 placcaggi, 6 sack e 2 fumble forzati in 16 presenze, tutte come titolare.
Il 10 marzo 2025 Mack firmò un rinnovo annuale con i Chargers per un valore di 18 milioni di dollari completamente garantiti.

## Palmarès
- Miglior difensore dell'anno della NFL: 1

2016
- Convocazioni al Pro Bowl: 9

2015, 2016, 2017, 2018, 2019, 2020, 2022, 2023, 2024
- First-team All-Pro: 3

2015, 2016, 2018
- Second-team All-Pro: 1

2020
- Difensore della AFC del mese: 2

novembre 2016, novembre 2023
- Difensore della NFC del mese: 1

settembre 2018
- Difensore della AFC della settimana: 4

14ª del 2015, 9ª e 12ª del 2016, 4ª del 2023
- PFWA All-Rookie Team - 2014
- Butkus Award: 1

2016
- Formazione ideale della NFL degli anni 2010

## Statistiche

### Stagione regolare
| Stagione | Stagione | Stagione | Stagione | Difesa  | Difesa  | Difesa  | Difesa | Difesa | Difesa | Difesa  |
| Anno     | Squadra  | P        | PT       | T. tot. | T. sol. | T. ass. | Sack   | Int.   | P. Dev | Fmb. F. |
| -------- | -------- | -------- | -------- | ------- | ------- | ------- | ------ | ------ | ------ | ------- |
| 2014     | OAK      | 16       | 16       | 76      | 59      | 17      | 4,0    | 0      | 0      | 1       |
| 2015     | OAK      | 16       | 16       | 77      | 57      | 20      | 15,0   | 0      | 0      | 2       |
| 2016     | OAK      | 16       | 16       | 73      | 54      | 19      | 11,0   | 1      | 0      | 5       |
| 2017     | OAK      | 16       | 16       | 78      | 61      | 17      | 10,5   | 0      | 0      | 1       |
| 2018     | CHI      | 14       | 13       | 47      | 37      | 10      | 12,5   | 1      | 0      | 6       |
| 2019     | CHI      | 16       | 16       | 47      | 40      | 7       | 8,5    | 0      | 4      | 5       |
| 2020     | CHI      | 16       | 16       | 50      | 29      | 21      | 9,0    | 1      | 3      | 3       |
| 2021     | CHI      | 7        | 7        | 19      | 15      | 4       | 6,0    | 0      | 0      | 0       |
| 2022     | LAC      | 17       | 17       | 50      | 33      | 17      | 8,0    | 0      | 2      | 2       |
| 2023     | LAC      | 17       | 17       | 74      | 57      | 17      | 17,0   | 0      | 10     | 5       |
| 2024     | LAC      | 16       | 16       | 39      | 20      | 19      | 6,0    | 0      | 9      | 2       |
| Totale   | Totale   | 167      | 166      | 630     | 462     | 168     | 107.5  | 3      | 28     | 32      |

### Play-off
| Stagione | Stagione | Stagione | Stagione | Difesa  | Difesa  | Difesa  | Difesa | Difesa | Difesa | Difesa  |
| Anno     | Squadra  | P        | PT       | T. tot. | T. sol. | T. ass. | Sack   | Int.   | P. Dev | Fmb. F. |
| -------- | -------- | -------- | -------- | ------- | ------- | ------- | ------ | ------ | ------ | ------- |
| 2016     | OAK      | 1        | 1        | 11      | 8       | 3       | 0,0    | 0      | 0      | 0       |
| 2018     | CHI      | 1        | 1        | 6       | 5       | 1       | 0,0    | 0      | 0      | 0       |
| 2020     | CHI      | 1        | 1        | 2       | 1       | 1       | 0,0    | 0      | 1      | 0       |
| 2022     | LAC      | 1        | 1        | 3       | 2       | 1       | 1,0    | 0      | 0      | 0       |
| 2024     | LAC      | 1        | 1        | 6       | 4       | 2       | 2,0    | 0      | 0      | 0       |
| Totale   | Totale   | 5        | 5        | 28      | 19      | 9       | 3,0    | 0      | 1      | 0       |

Fonte: Football Database
In grassetto i record personali in carriera